# Lista de governadores da Síria romana
Esta é uma lista de governadores da província romana da Síria. De 27 a.C., a província foi governada por um legado imperial de posição pretoriana. A província foi fundida com a Judeia romana em 135 d.C. para formar a Síria Palestina até 193, quando foi dividida em Celessíria e Síria Fenícia. Em c. 415, a Celessíria foi dividida em Síria Prima e Síria Secunda. Durante o reinado de Teodósio (r. 379–395), a Síria Fenícia foi dividida em Fenícia Marítima e Fenícia Libanesa.

## Governadores proconsulares da Síria romana (65 a27 a.C.)
| Data               | Governador                       |
| ------------------ | -------------------------------- |
| 65-62 a.C.         | Marco Emílio Escauro (o Jovem)   |
| 61-60 a.C.         | Lúcio Márcio Filipo (de 56 a.C.) |
| 59-58 a.C.         | Cneu Cornélio Lêntulo Marcelino  |
| 57-54 a.C.         | Aulo Gabínio                     |
| 54-53 a.C.         | Marco Licínio Crasso             |
| 53-51 a.C.         | Caio Cássio Longino              |
| 51-50 a.C.         | Marco Calpúrnio Bíbulo           |
| 50/49 a.C.         | Vejento                          |
| 49-48 a.C.         | Metelo Cipião                    |
| 47-46 a.C.         | Sexto Júlio César                |
| 46-44 a.C.         | Quinto Cecílio Basso             |
| 45 a.C.            | Caio Antíscio Veto               |
| 44 a.C.            | Lúcio Estaio Murco               |
| 44-42 a.C.         | Caio Cássio Longino              |
| 41-40 a.C.         | Lúcio Decídio Saxa               |
| 40-39 a.C.         | Ocupação Parta                   |
| 39-38 a.C.         | Públio Ventídio Basso            |
| 38-37 a.C.         | Caio Sósio                       |
| 35 a.C.            | Lúcio Munácio Planco             |
| 34/33 - 33/32 a.C. | Lúcio Calpúrnio Bíbulo           |
| 30 a.C.            | Quinto Dídio                     |
| 29 a.C.            | Marco Valério Messala Corvino    |
| 28-25 a.C.         | Cícero Menor                     |

## Legados imperiais propretores da Síria romana (27 a.C.a135 d.C.)
| Data            | Governador                                       |
| --------------- | ------------------------------------------------ |
| 25-23 a.C.      | Marco Terêncio Varrão                            |
| 23-13 a.C.      | Marco Vipsânio Agripa                            |
| 13/12-10/9 a.C. | Marco Tício                                      |
| 9-7/6 a.C.      | Caio Sêncio Saturnino                            |
| 7/6-4 a.C.      | Públio Quintílio Varo                            |
| 4-1 a.C.        | Desconhecido                                     |
| 1 a.C.-4 d.C.   | Caio Júlio César Vipsaniano                      |
| 4-5             | Lúcio Volúsio Saturnino                          |
| 6-12            | Públio Sulpício Quirino                          |
| 12-17           | Quinto Cecílio Metelo Crético Silano             |
| 17-19           | Cneu Calpúrnio Pisão                             |
| 19-21           | Cneu Sêncio Saturnino                            |
| 22-32           | Lúcio Élio Lâmia                                 |
| 32-35           | Lúcio Pompônio Flaco                             |
| 35-39           | Lúcio Vitélio (o Velho)                          |
| 39-41/42        | Públio Petrônio                                  |
| 41/42-44/45     | Cneu (Caio?) Víbio Marso                         |
| 45-49           | Caio Cássio Longino                              |
| 50-60           | Caio Umídio Dúrmio Quadrado                      |
| 60-63           | Cneu Domício Córbulo                             |
| 63-67           | Céstio Galo                                      |
| 67-69           | Caio Licínio Muciano                             |
| 70-72           | Lúcio Cesênio Peto                               |
| 72-73           | Aulo Mário Celso                                 |
| 73-78           | Marco Úlpio Trajano (senador)                    |
| 78-82           | Lúcio Ceiônio Cômodo                             |
| 82-84           | Tito Acílio Rufo                                 |
| 87-90           | Públio Valério Patruíno                          |
| 90-93           | Aulo Búcio Lápio Máximo                          |
| 93-96           | Caio Otávio Tídio Tossiano Lúcio Javoleno Prisco |
| 96-97           | Marco Cornélio Nigrino Curiácio Materno          |
| 97-100          | Aulo Lárcio Prisco                               |
| 100-104         | Caio Âncio Aulo Júlio Quadrado                   |
| 104-108         | Aulo Cornélio Palma Frontoniano                  |
| 108-112         | Lúcio Fábio Justo                                |
| 114-115         | Caio Júlio Quadrado Basso                        |
| 117             | Públio Élio Adriano, futuro imperador            |
| 117-119         | Lúcio Catílio Severo Juliano Cláudio Regino      |
| 129-136         | Caio Quíncio Certo Publício Marcelo              |

## Legados imperiais proconsulares da Síria Palestina (135 a 193)
| Data    | Governador                               |
| ------- | ---------------------------------------- |
| 135-136 | Cneu Minício Faustino Sexto Júlio Severo |
| 136-140 | Sexto Júlio Maior                        |
| 140     | Lúcio Burbuleio Optato Ligariano         |
| 147-150 | Sulpício Juliano                         |
| 150-154 | Marco Pôncio Leliano Lárcio Sabino       |
| 154-157 | Marco Cássio Apolinário                  |
| 157-162 | Lúcio Atídio Corneliano                  |
| 163-164 | Marco Ânio Libão                         |
| 164-166 | Cneu Júlio Vero                          |
| 166-175 | Caio Avídio Cássio                       |
| 175-178 | Públio Márcio Vero                       |
| 179-182 | Públio Hélvio Pertinax, futuro imperador |
| 183-185 | Caio Domício Dexter                      |
| 187-190 | Caio Júlio Saturnino                     |
| 187-190 | Asélio Emiliano                          |
| 190-193 | Caio Pescênio Níger, futuro imperador    |

## Legados imperiais proconsulares da Celessíria (193 aca.295)
| Data                    | Governador                         |
| ----------------------- | ---------------------------------- |
| c. 207-209              | Mário Máximo                       |
| c. 209-211              | Minício Marcial                    |
| c. 216                  | Aurélio Mam(---)                   |
| c. 221                  | Antônio Selêuco                    |
| Entre 225 e 235         | Quinto Arádio Rufino Optato Eliano |
| (?) 235                 | (? Cláudio Solênio) Pacaciano      |
| c. 241                  | Ácio Rufino                        |
| c. 241-249              | Flávio Antíoco                     |
| c. 251                  | Acílio Cosmino                     |
| c. 251                  | Pompônio Leciano                   |
| Durante a década de 260 | Vírio Lupo                         |
| c. 275                  | Maximino                           |
| c. 279                  | Júlio Saturnino                    |
| Entre 276 e 282         | Cláudio Cleóbulo                   |
| Entre 289 e 297         | Lúcio Élio Hélvio Dionísio         |
| 290                     | Carísio                            |

## Legados imperiais propretoriais da Síria Fenícia (193 aca.295)
| Data            | Governador                                        |
| --------------- | ------------------------------------------------- |
| 193-194         | Tibério Manílio Fusco                             |
| 198             | Quinto Venídio Rufo Mário Máximo Lúcio Calviniano |
| c. 207          | Domício Leão Prociliano                           |
| 213             | Décimo Pio Cássio                                 |
| Entre 268 e 270 | Sálvio Teodoro                                    |
| Entre 284 e 305 | Lúcio Artório Pio Máximo                          |
| 292-293         | Crispino                                          |

## Governadores consulares da Celessíria (ca.295 aca.415)
| Data            | Governador               |
| --------------- | ------------------------ |
| Entre 293 e 305 | Lacínio Primoso          |
| 305             | Verino                   |
| ? 323           | Díscolio                 |
| Após 324        | Árrio Máximo             |
| Entre 324 e 337 | Plutarco                 |
| Entre 329 e 335 | Fl. Dionísio             |
| 338             | Nono                     |
| 388             | Eustácio                 |
| 347             | Teodoro                  |
| 348             | Flávio Antônio Hierócles |
| 349             | Anatólio                 |
| Antes de 353    | Honorato                 |
| 354             | Teófilo                  |
| 355             | Dionísio                 |
| 355-356         | Ginásio                  |
| 358             | Nicêncio                 |
| 358-359         | Sabino                   |
| 360             | Trifoniano               |
| 360             | Italiciano               |
| 361             | Sidério                  |
| 363             | Alexandre                |
| 363-364         | Celso                    |
| 364             | Marciano                 |
| Entre 364 e 380 | Protásio                 |
| Entre 364 e 380 | Protásio                 |
| Entre 365 e 368 | Festo                    |
| Entre 365 e 371 | Etério                   |
| Entre 370 e 374 | Flávio Eutólmio Taciano  |
| c. 379/80       | Cartério                 |
| Antes de 381    | Dônico                   |
| c. 382          | Marcelino                |
| c. 382/3        | Pelágio                  |
| Entre 382 e 393 | Timócrates               |
| c. 384/5        | Elmólpio                 |
| 386             | Tisameno                 |
| 387             | Celso                    |
| 388             | Luciano                  |
| 388             | Eustácio                 |
| 389             | Eutrópio                 |
| c. 389/90       | Paládio                  |
| 390             | Infâncio                 |
| Antes de 392    | Capitolino               |
| Antes de 392    | Julo                     |
| ? 382/3         | Florêncio                |
| Antes de 393/4  | Severo                   |

## Governadores consulares da Síria Fenícia (ca.295 aca.395)
| Data            | Governador            |
| --------------- | --------------------- |
| Entre 293 e 305 | Élio Estatuo          |
| Entre 293 e 303 | Sosiano Hierócles     |
| Antes de 305    | Júlio Juliano         |
| ? Entre 309/313 | Máximo                |
| c. 323          | Aquílio               |
| 328-329         | Fl. Dionísio          |
| 335             | Arquelau              |
| c. 337          | Nono                  |
| 342             | Marcelino             |
| 353/4           | Apolinário            |
| Antes de 358    | Demétrio              |
| 358-359         | Nicêncio              |
| (?) 359/60      | Eucróstio             |
| Antes de 360    | Juliano               |
| 360-361         | Andrônico             |
| Antes de 361    | Élio Cláudio Dulcício |
| 361             | Anatólio              |
| c. 361/2        | Polícles              |
| 362             | Juliano               |
| 362-363         | Gaiano                |
| 363-364         | Mário                 |
| 364             | Ulpiano               |
| 364-365         | Donino                |
| 372             | Leôncio               |
| 380             | Pedro                 |
| 382-383         | Próculo               |
| Antes de 388    | Eustácio              |
| 388             | Antério               |
| 388             | Epifânio              |
| 390             | Domício               |
| 391             | Severiano             |
| 392             | Leôncio               |